# グライムス
グライムス（Grimes, 1988年3月17日 - ）は、カナダ・バンクーバー出身の女性ソロ・ミュージシャン、芸術家。本名クレア・ブーシェイ（Claire Boucher）。

## 来歴
1988年カナダのバンクーバーに生まれる。独学で作曲を学び、宅録で作品を作り、2007年からグライムス名義で活動を始める。
2010年1月10日、小説『デューン』からインスパイアされたデビュー・アルバム『ガイディ・プライムス』をArbutusレコーズからカセットテープで発表。同年9月20日、2枚目のアルバム『Halfaxa』をArbutusから発表。2011年5月にはリッキ・リーの北米ツアーにオープニングアクトとして参加する。
2012年1月31日、4ADから3枚目のアルバム『ヴィジョンズ』をリリース。この作品は批評家から絶賛を受け、グライムスは世界的に知られるようになる。
2015年11月6日、4枚目のアルバム『アート・エンジェルズ』を4ADから発表。『NME』が年間ベスト・アルバムに選ぶなど、音楽メディアから高く評価された。
2020年2月21日、5枚目のアルバム『ミス・アントロポセン』を発表。
2020年5月5日、イーロン・マスクとの間に第1子となる男児を出産した。

## 影響
影響を受けたアーティスト、アート作品は、マリリン・マンソン、コクトー・ツインズ、ナイン・インチ・ネイルズ、マライア・キャリー、エンヤ、TLC、エイフェックス・ツイン、ダンディ・ウィンド、ビヨンセ、ジェダイ・マインド・トリックス、アウトキャスト、ダンジョン・ファミリー、アンドレイ・タルコフスキー、ラース・フォン・トリアー、デヴィッド・リンチ、ギャスパー・ノエ、グレッグ・アラキ、ヒエロニムス・ボス、『AKIRA』、『獣兵衛忍風帖』、『指輪物語』、『デューン』、『ハリー・ポッターシリーズ』、『巨匠とマルガリータ』、『白痴』。

## ディスコグラフィ

### アルバム
- 『ガイディ・プライムス』 - Geidi Primes (2010年、Arbutus)
- Halfaxa (2010年、Arbutus)
- 『ヴィジョンズ』 - Visions (2012年、4AD)
- 『アート・エンジェルズ』 - Art Angels (2015年、4AD)
- 『ミス・アントロポセン』 - Miss Anthropocene (2020年、4AD)